# Mircea Anghelescu
Mircea Anghelescu (n. 12 martie 1941, București – d. 22 aprilie 2022, București) a fost un cercetător literar, critic literar, filolog, istoric literar, paleograf și pedagog român.
A fost profesor doctor la Facultatea de Litere a Universității București.
În decembrie 2011 a fost declarat de către Senatul Universității din București profesor emerit.

## Studii
În 1957 devine absolvent al Liceului ”Ion Luca Caragiale” din București iar în 1962 absolvă Facultatea de Filologie, secția Arabă-Română a Universității bucureștene.
Participă la cursurile profesorilor Tudor Vianu sau George Călinescu.
Devine doctor în filologie al Universității București în anul 1970 și, mai târziu, cercetător la Institutul de Istorie Literară „G. Călinescu” din cadrul Academiei Române.
S-a căsătorit cu orientalista Nadia Anghelescu, specialistă în studii arabe și profesor universitar.
Mircea Anghelescu devine, după 1990, profesor la Facultatea de Litere din București, fiind preocupat în special de perioada preromantică din literatura română.

## Activitatea profesională
- Profesor la Școala nr.1, Urziceni, 1962-1963
- Paleograf la secția de manuscrise a Bibliotecii Centrale de Stat (Biblioteca Națională), 1963-1967
- Secretar științific al Societății de științe filologice, secretar de redacție al revistei Limbă și literatură, 1964-1971
- Institutul de Istorie și Teorie Literară "G. Călinescu" al Academiei Române
  - 1971-1994 - Cercetător științific principal
  - 1975-1981 - Secretar științific
  - 1990-1991 - Director adjunct
  - 1991-1994 - Director cu delegație
  - 1990-1998 - Redactor-șef al revistei în limbi străine a Academiei, Synthesis (literatură comparată)
- Profesor asociat la Universitatea din Sibiu, 1991-1992
- Facultatea de Litere din cadrul Universității din București
  - Din 1992 - Conferențiar
  - Din 1994 - Profesor
  - 2000-2007 Șeful Catedrei de Istoria Literaturii Române

## Stagii în străinătate
- 1981 -  trei luni specializare în literatură comparată la Indiana University, Bloomington, U.S.A.
- 1997-1999, lector de literatură și cultură română la Institut national des langues et civilisations orientales din Paris
- 2000 - trei luni bursă de cercetare de la Deutsche Forschunggemeinschaft în Germania (Berlin, Tübingen, Freiburg im Breisgau).

## Funcții
- 1973-1981, secretar general al Asociației de studii orientale
- 1990-1994, director adjunct și apoi director cu delegație al Institutului de Istorie și Teorie Literară "George Călinescu" al Academiei Române
- 1994-2003, vicepreședinte al Fundației Culturale Române
- 1995-1997, director al Editurii Fundației Culturale Române
- 1991-1996, vicepreședinte al Comisiei pentru limba și literatura română din Ministerul Învățămîntului
- Din 1998, vicepreședinte al Asociației române de literatură comparată
- Din 1999, vicepreședinte al Societății de științe filologice din România

## Activitate științifică
A publicat cincisprezece cărți de istorie și critică literară; 
A îngrijit aproximativ treizeci de volume de ediții critice, volume coordonate, prefețe etc.; 
A publicat peste șaizeci de studii (dintre care 12 în reviste din străinătate în Franța, S.U.A., Anglia, Germania, Ungaria, Bulgaria, Siria), etc.

## Cărți publicate
- Corespondența lui Barbu Delavrancea, București, Biblioteca Centrală de Stat, 1967
- Preromantismul românesc, Editura Minerva,1971
- Introducere în opera lui Grigore Alexandrescu  Editura Minerva,1973
- Literatura română și Orientul, Editura Minerva,1975
- Scriitori și curente Editura Eminescu, 1982
- Lectura operei Editura Cartea Românească,1986
- Introducere în opera lui Petre Ispirescu  Editura Minerva, 1987
- Ion Heliade Rădulescu - o biografie a omului și a operei, Editura Minerva, 1987
- Textul și realitatea,  Editura Eminescu,1988
- Clasicii noștri, București, Editura Eminescu, 1996
- Cămașa lui Nessus. Eseuri despre exil, 2000
- Echilibrul între antiteze. Heliade – o biografie, București, Editura Univers enciclopedic, 2001
- Literatura română - Dicționar de opere, coordonator, 2003
- Literatură și biografie, București, Editura Universal Dalsi, 2005
- Mistificțiuni - Falsuri, farse, apocrife, pastișe, pseudonime și alte mistificații în literatură (2008)[4]
- Poarta neagră. Scriitorii și închisoarea, Editura Cartea Românească, 2013 [5]
- Lîna de aur. Călători și călătorii în literatura română, Editura Cartea Românească, 2015

## Participări la congrese internaționale
- A participat la mai multe congrese științifice la Paris, Avignon, Dijon (Franța), Innsbruck, Salzburg și Viena (Austria), Berlin, Freiburg (Germania), Roma, Veneția și Milano (Italia), Moscova (URSS - Rusia), Budapesta (Ungaria), Madrid (Spania), Sofia (Bulgaria), Belgrad, Zrenjanin, Novi-Sad (Iugoslavia) și București
- A ținut conferințe la Universitatea din Geneva (Elveția), Universitatea din Berlin (Germania), Catholic University din Washington, D.C., Indiana University din Bloomington (U.S.A.), Madrid (Spania), Damasc (Siria) etc.

## Premii
- Premiul Academiei Române pentru istorie literară, 1986
- Premiul Uniunii Scriitorilor pentru ediții critice, 1983

### Decorații
- Ordinul național „Serviciul Credincios” în grad de Ofițer (1 decembrie 2000) „pentru realizări artistice remarcabile și pentru promovarea culturii, de Ziua Națională a României”[6]

### Interviuri
- Mircea Anghelescu: „Nu punem întrebările corecte, cele la care istoria literară poate răspunde”, 9 decembrie 2011, Daniel Cristea-Enache, Ziarul de Duminică